# Brusselse Agglomeratie (bestuur)
De Brusselse Agglomeratie was een in 1971 opgericht publiek orgaan bevoegd voor de gewestbevoegdheden op het grondgebied van de 19 Brusselse gemeenten die normaliter door de Gewesten werden uitgeoefend.
De bedoeling was de afwezigheid van een eigen Brussels Gewest te overbruggen. Bij de oprichting in 1989 van het Brussels Hoofdstedelijk Gewest hield de Agglomeratieraad op te bestaan; dit evenwel zonder formeel opgeheven te worden.
Het begrip is niet te verwarren met het stedelijk gebied rond Brussel, dat veel groter is dan de 19 gemeenten.

## Oprichting
De Agglomeratie werd opgericht met de wet van 26 juli 1971 aangaande de agglomeraties en federaties van gemeenten. De intentie van deze wet was enerzijds de versnippering van de lokale overheden te overkomen (en in die zin was dit een stap in de Belgische gemeentefusies), en anderzijds de implementering van de regionalisatie.
Het begrip "Brusselse agglomeratie" werd reeds vermeld in de wet van 31 juli 1921 op het gebruik der talen in bestuurszaken. Toen was er reeds sprake van een intergemeentelijk bestuur op te richten.

## Bevoegdheden
De Agglomeratie beschikte over bevoegdheden inzake onder meer het beheer van het grondgebied, vervoer, veiligheid, gezondheid, openbare hygiëne en economische groei.

## Organisatie
Er was een raad bestaande uit vertegenwoordigers, en een college dat het uitvoerend orgaan was.
De vertegenwoordigers in de Agglomeratieraad waren opgedeeld in twee taalgroepen waarbij taalpariteit gold. De verkiezing van de Raad vond plaats op 21 november 1971. De lijst van het Rassemblement bruxellois, waarop ook enkele Nederlandstaligen stonden, haalde de meerderheid van de zetels binnen. Hierdoor was er in de Raad een andere meerderheid dan in de regering en de provincieraad van Brabant, waardoor de werking van de Agglomeratie in het gedrang kwam.
De Raad werd eveneens voorzien van twee Cultuurcommissies (een Franse en een Nederlandse). Die waren samengesteld uit leden van de Raad uit de respectievelijke taalgroep. Elk apart of soms samen voerden de commissies hun bevoegdheden inzake culturele aangelegenheden en onderwijs uit.
De voorzitter van de Agglomeratieraad en van het Agglomeratiecollege was van bij het ontstaan tot aan de opheffing André Lagasse.

## Verdwijning
De verkiezingen van 1971 waren de enige die ooit plaatsvonden. De bevoegdheden en de werking van de Agglomeratieraad werden herzien bij wet van 21 augustus 1987, die aan de Raad de bevoegdheden toekende die waren geregionaliseerd in 1980 bij de Bijzondere Wet tot Hervorming der Instellingen.
Met de Bijzondere Brusselwet van 12 januari 1989 werd het Brussels Hoofdstedelijk Gewest opgericht en hield de Agglomeratieraad op te bestaan.